# Стадион Висенте Калдерон
Висенте Калдерон (шп. Estadio Vicente Calderón) је био стадион Атлетико Мадрида. Налази се у самом центру главног града Шпаније. Стадион се првобитно звао Мансанарес (шп. Estadio Manzanares), али му је 1971. године име промењено у Висенте Калдерон по познатом председнику Атлетико Мадрида. Рушење стадиона је почело у фебруару 2019, а завршено је у јулу 2020. године.

## Утакмице Светског првенства 1982. на Калдерону
На Калдерону су се одиграле три утакмице Светско првенство у фудбалу 1982. (све у другом колу групе Д).
- Француска 1 - Аустрија 0
- Аустрија 2 - Северна Ирска 2
- Северна Ирска 1 - Француска 4